# Luperina albescens
Luperina albescens là một loài bướm đêm trong họ Noctuidae.